# Food First

Logo von Food First

Food First, auch als Institute for Food and Development Policy bekannt, ist eine Nichtregierungsorganisation im Bereich der Ernährungspolitik mit Sitz in Oakland (Kalifornien). Sie wurde 1987 mit dem Right Livelihood Award ausgezeichnet.
Die Organisation wurde 1975 von Frances Moore Lappé und Joseph Collins gegründet und beschreibt sich selbst als „people’s think tank and education-for-action center“ (Denkfabrik des Volkes und aktionsorientiertes Bildungszentrum).
Die Organisation unterstützt einen Bottom-up-Ansatz (von unten nach oben), um das Problem des Hungers in der Welt zu lösen. Die Organisation glaubt, dass sich jedes Land selbst ernähren kann, wenn es seine Landwirtschaft auf Selbstversorgung statt auf den Export ausrichtet. Der Grundidee Food First entspricht das Konzept der Ernährungssouveränität.
Die Organisation wendet sich scharf gegen Institutionen wie die Welthandelsorganisation, die Weltbank und den Internationalen Währungsfonds, die die Weltmarktorientierung nationaler Volkswirtschaften fördern bzw. fordern. 2004 war die Kampagne gegen die vorgeschlagene Amerikanische Freihandelszone ein Schwerpunkt seines Handelns.